# Wereldkampioenschap voetbal 2018 (Groep C) Australië - Peru
Dit artikel gaat over de wedstrijd in de groepsfase in groep C tussen Australië en Peru die gespeeld werd op dinsdag 26 juni 2018 tijdens het wereldkampioenschap voetbal 2018. Het duel was de 38e wedstrijd van het toernooi.

## Voorafgaand aan de wedstrijd
- Australië stond bij aanvang van het toernooi op de zesendertigste plaats van de FIFA-wereldranglijst.[1]
- Peru stond bij aanvang van het toernooi op de elfde plaats van de FIFA-wereldranglijst.[2]
- De confrontatie tussen de nationale elftallen van Australië en Peruvond niet eerder plaats.[3]
- Het duel vond plaats in het Olympisch Stadion Fisjt in Sotsji. Dit stadion werd in 2013 geopend en heeft een capaciteit van 47.659.

## Wedstrijdgegevens[4]
| Datum                | 26 juni 2018                                                                                | 26 juni 2018                                                                                |
| Wedstrijdnummer      | 38                                                                                          | 38                                                                                          |
| Stadion              | Olympisch Stadion Fisjt, Sotsji                                                             | Olympisch Stadion Fisjt, Sotsji                                                             |
| Toeschouwers         | 44.073                                                                                      | 44.073                                                                                      |
| Scheidsrechter       | Sergej Karasjov                                                                             | Sergej Karasjov                                                                             |
| Assistenten          | Anton Averianov Tikhon Kalugin                                                              | Anton Averianov Tikhon Kalugin                                                              |
| Vierde official      | Ryuji Sato                                                                                  | Ryuji Sato                                                                                  |
| Videoscheidsrechters | Danny Makkelie Jair Marrufo (assistent) Mark Borsch (assistent) Bastian Dankert (assistent) | Danny Makkelie Jair Marrufo (assistent) Mark Borsch (assistent) Bastian Dankert (assistent) |
| Man van de wedstrijd | André Carrillo                                                                              | André Carrillo                                                                              |
|                      | Australië                                                                                   | Peru                                                                                        |
| Doelpunten           | 0                                                                                           | 2                                                                                           |
| Gele kaarten         | 4                                                                                           | 2                                                                                           |
| Rode kaarten         | 0                                                                                           | 0                                                                                           |
| Wissels              | 3                                                                                           | 3                                                                                           |
| Schoten op doel      | 2                                                                                           | 3                                                                                           |
| Schoten naast doel   | 12                                                                                          | 1                                                                                           |
| Overtredingen        | 13                                                                                          | 12                                                                                          |
| Hoekschoppen         | 8                                                                                           | 3                                                                                           |
| Buitenspel           | 3                                                                                           | 1                                                                                           |
| Vrije trappen        | 13                                                                                          | 16                                                                                          |
| Balbezit (%)         | 53                                                                                          | 47                                                                                          |

| Australië | 0 – 2        | Peru |
| | goals        | 18' André Carrillo 50' Paolo Guerrero |
| Bert van Marwijk | bondscoach   | Ricardo Gareca |
| Mathew Ryan Mark Milligan Mathew Leckie Tomi Jurić 53' Robbie Kruse 58' Aaron Mooy Mile Jedinak Aziz Behich Josh Risdon Trent Sainsbury Tom Rogic 72' | opstellingen | Pedro Gallese Anderson Santamaria Miguel Trauco Paolo Guerrero Christian Cueva Renato Tapia 63' Christian Ramos Luis Advíncula André Carrillo 79' Yoshimar Yotun 46' Edison Flores |
| Tim Cahill 53' Daniel Arzani 58' Jackson Irvine 72'                                                                                                   | wissels      | 46' Pedro Aquino 63' Paolo Hurtado 79' Wilder Cartagena |
| Mile Jedinak 10' Daniel Arzani 60' Tom Rogic 66' Mark Milligan 88'                                                                                    | gele kaarten | 45' Yoshimar Yotun 79' Paolo Hurtado |
| | rode kaarten | |